# Epiglottaal
Een epiglottaal is een medeklinker die wordt gearticuleerd met de aryepiglottische plooi (zie strottenhoofd) tegen het strotklepje. Epiglottalen worden ook wel aryepiglottische medeklinkers genoemd.
Het Internationaal Fonetisch Alfabet kent de volgende epiglottalen:
- Epiglottale plosief
- Stemhebbende epiglottale fricatief
- Stemloze epiglottale fricatief

Epiglottalen komen maar in een beperkt aantal talen voor. Dit kan deels te wijten zijn aan het feit dat taalkundigen die zelf een Europese taal spreken moeite hebben om epiglottalen te herkennen. In een aantal gevallen bleek een klank die door taalkundigen werd gezien als een faryngaal in werkelijkheid een epiglottaal te zijn. Een voorbeeld hiervan is in het Dahalo.
Epiglottalen komen vooral voor in het Midden-Oosten (de Semitische talen) en Brits-Columbia.
Deze pagina bevat fonetische informatie in het IPA, die in sommige browsers mogelijk niet correct wordt weergegeven.
Waar symbolen in paren voorkomen, vertegenwoordigt het rechter teken een stemhebbende medeklinker. Gearceerde gebieden bevatten medeklinkers die worden beschouwd als onuitspreekbaar.
Zie ook: IPA, Klinkers